# Villa Olímpica de la Juventud (Buenos Aires)
 (mai 2019).
Si vous disposez d'ouvrages ou d'articles de référence ou si vous connaissez des sites web de qualité traitant du thème abordé ici, merci de compléter l'article en donnant les références utiles à sa vérifiabilité et en les liant à la section « Notes et références ».

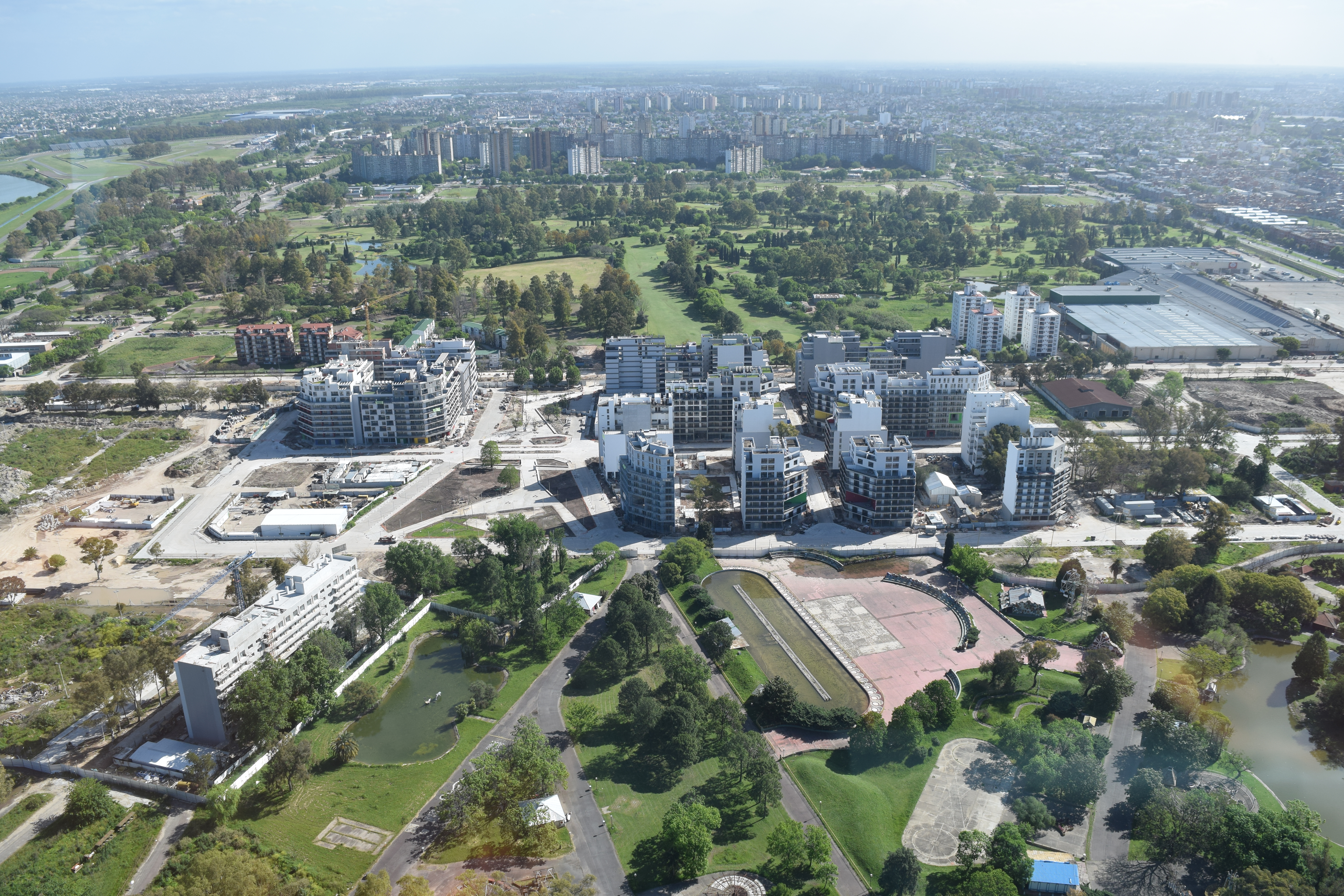

La Villa Olímpica de la Juventud est le village olympique construit en 2016-2017 pour les Jeux olympiques de la jeunesse de 2018 à Buenos Aires. Il se situe dans le barrio de Villa Soldati, au sein du Parque de la Ciudad. Il consiste en 32 bâtiments de 6 étages représentant 1 440 appartements qui seront revendus après les Jeux.